# Dodge, Wisconsin
Dodge är en ort i Trempealeau County i delstaten Wisconsin, USA.